# もたいまさこ
もたい まさこ（本名：罇 真佐子（読み方は同じ）、1952年〈昭和27年〉10月17日 - ）は、日本の女優。東京都渋谷区出身。実践学園中学・高等学校、舞台芸術学院卒業。

## 来歴・人物
実家はパン屋。（父親は広志。有楽町のメッカというお店で脚本家の倉本聰も通っていた）
1978年、渡辺えり子（現・渡辺えり）らと「劇団2○○」（げきだんにじゅうまる）を結成（1980年に「劇団3○○（さんじゅうまる）」に改名） 。特異なキャラクターと演技が演劇界の注目を集める。1986年に退団。
退団と同年に木野花と共に出演した金鳥の防虫剤「ゴン」のCMは「亭主元気で留守がいい」というフレーズが話題となり、流行語大賞の銅賞を受賞した。
1988年、室井滋、小林聡美と三姉妹役で共演したテレビドラマ『やっぱり猫が好き』がヒットし、一躍、人気者となる。これ以降、小林とは様々なジャンルで共演している。
1994年にエッセイ『猿ぐつわがはずれた日』を、1997年には群ようことの共著『活!』を出版した。
2007年、映画『それでもボクはやってない』の演技で日本アカデミー賞最優秀助演女優賞を受賞。
おっとりした顔立ちと飄々とした演技で知られるが、劇団時代には渡辺と演技の方向性について激しく議論することもあった。『やっぱり猫が好き（NYスペシャル）』の番外編（ビデオ・DVD）では、ホテルで打ち合わせ中にタバコを吸いながら、スタッフに意見をぶつけている場面が映っている。
2021年のドラマ出演を最後に目立った活動をしておらず、2024年12月末の所属事務所シャシャ・コーポレイション解散をもって事実上の引退状態となっている。

## 出演

### テレビドラマ

#### NHK
- 大河ドラマ
  - 春の波涛（1985年） - 小千代
- 銀河テレビ小説（NHK）
  - 清水みなとストーリー（1986年） - まつ江
- 連続テレビ小説
  - チョッちゃん（1987年） - 増田たま
  - かりん（1993年） - 池田（黒田）文江
  - 天うらら（1998年） - 山ノ内豊子
  - 芋たこなんきん（2006年） - 神辺ソノ子
- のんのんばあとオレ（1991年） - 村木道
- サザンスコール（1994年） - 松田里江
- 双子探偵（1999年） - 売店店員
- 少年たち3（2002年） - 堤判事
- 男の操（2017年） - 小島冬美

#### 日本テレビ
- 新・熱中時代宣言（1986年） - 塩田先生
- 東京庭付き一戸建て（2002年） - 有栖川愛子
- すいか（2003年） - バー「泥船」のママ
- anego[アネゴ]（2005年） - 清掃業者
- 神はサイコロを振らない（2006年）
- マイ☆ボス マイ☆ヒーロー（2006年） - 水島椿
- ハケンの品格（2007年） - 橋立くに子
- セクシーボイスアンドロボ（2007年） - 恵
- ハリ系（2007年） - 耳田ハリ江
- 1ポンドの福音（2008年） - 修道院長
- おせん（2008年） - 丁子
- 黄金の豚-会計検査庁 特別調査課-（2010年） - 堤啄子
- シェアハウスの恋人（2013年） - 寺坂香苗

#### TBS
- ビートたけしの学問ノススメ（1984年） - 桃園つぼみ先生
- 時間ですよたびたび（1988年）
- さくらももこランド・谷口六三商店（1993年） - 谷口ヨシ
- こちら本池上署（2002年・2003年） - 堀内純子
- カルテット（2017年） - 巻鏡子

#### フジテレビ
- 月曜ドラマランド
  - ひみつのアッコちゃん（1987年）
  - 藤子不二雄の夢カメラ（1987年）
- 同級生は13歳（1987年）
- あまえないでヨ!（1987年）
- MORUMO 1/10（1987年） - 吹田さゆり
- やっぱり猫が好きシリーズ（1988 - 2007年） - 恩田かや乃
- 日本一のカッ飛び男（1990年） - 米田くめ子
- 世にも奇妙な物語
  - 「シンデレラ」（1991年） - 有栖川絹代
- ボクたちのドラマシリーズ 放課後（1992年） - 高本郁子
- Vの炎（1995年） - 朝丘こずえ
- ナニワ金融道2（1996年10月8日、フジテレビ） - 青田久子
- きらきらひかる（1998年） - 渡辺輝子
- タブロイド（1998年） - 香月弁護士
- 古畑任三郎（1999年） - 臺もえ子
- カバチタレ!（2001年） - 大沢ヨネ子
- ディビジョン1（2004年） - 寺原祐子
- ビギナー（2003年） - 沢口裕子
- 不機嫌なジーン（2005年） - 吉田佳
- 戦士の資格（2008年） - 田端加代子
- 金曜エンタテイメント
  - 美人三姉妹温泉芸者が行く!6（2001年） - 結城たまき

#### テレビ朝日
- 運命の恋人（1997年） - 斉藤保子
- ニュースキャスター 霞涼子（1999年） - 高山すみれ
- 砦なき者（2004年） - 小百合

#### WOWOW
- パンとスープとネコ日和（2013年） - 喫茶「ハッピー」のママ
- ペンションメッツア（2021年） - 森の人

### 配信ドラマ
- コートダジュールN゜10 第9話「ベンチにて」（2017年12月19日、Hulu） - ベンチの女性[7]

### 映画
- 本場ぢょしこうマニュアル 初恋微熱篇（1987年） - 松浦まつ江
- アラカルト・カンパニー（1987年） - パリ在住の女性
- 226（1989年） - 秋本サク
- 北京的西瓜（1989年） - 堀越美智
- 病は気から 病院へ行こう2（1992年） - 川添民子
- 教祖誕生（1993年） - 政子
- シャ乱Qの演歌の花道（1997年） - 小池社長
- 双生児（1999年） - シゲ
- 金融腐蝕列島（1999年） - 一条弁護士
- 真夜中まで（2001年） - 女主人
- 突入せよ! あさま山荘事件（2002年） - 中野雅人の母
- バーバー吉野（2003年） - 吉野のおばちゃん
- きけ、わだつみの声 Last Friends（2003年） - 橋本婦長
- 恋は五・七・五!（2005年） - 校長先生
- ALWAYS 三丁目の夕日（2006年） - 大田キン
  - ALWAYS 続・三丁目の夕日（2007年）
  - ALWAYS 三丁目の夕日'64（2012年）
- かもめ食堂（2006年） - マサコ
- 花田少年史 幽霊と秘密のトンネル（2006年） - 吉川のばあちゃん
- それでもボクはやってない（2007年） - 金子豊子
- めがね（2007年） - サクラ
- ネコナデ（2009年） - 鴻池真
- プール（2009年） - 菊子
- カイジ 人生逆転ゲーム (2009年） - 屋形船の女将（友情出演）
- トイレット（2010年） - ばーちゃん
- BECK（2010年） - 「斎藤紙業」の従業員（特別出演）
- マザーウォーター（2010年） - マコト
- 東京オアシス（2011年）
- ひみつのアッコちゃん（2012年） - 大庭鶴子
- 先生と迷い猫（2015年）
- モヒカン故郷に帰る（2016年） - 田村春子
- ハローグッバイ（2017年） - 小林悦子

### 舞台

#### 劇団3○○
- モスラ（1979年、劇団2○○）
- タ・イ・ム（1979年、劇団2○○）
- ブルートレイン（1980年）
- 改訂版タ・イ・ム（1980年）
- 夢坂下って雨が降る −化生篇−（1981年）
- カデンツァ（1981年）
- 夜の影 やさしい怪談（1981年）
- タ・イ・ム（1982年）
- ゲゲゲのげ 逢魔が時に揺れるブランコ（1982年）
- 夢坂下って雨が降る（1982年）
- 花咲く頃の憂鬱（1983年）
- 黄色い部屋の秘密 ニヤリの月と散り散りの森（1983年）
- 瞼の女 まだ見ぬ海からの手紙（1984年）
- ゲゲゲのげ 逢魔が時に揺れるブランコ（1985年）
- 小さな夜とはてなしの薔薇（1985年）
- 千の眼のカデンツァ −眠りなき夢によせて−（1986年）

#### その他
- お茶と説教（1986年、東京乾電池）
- 双頭の鷲（1997年、パルコ）
- 星の村（2001年、宇宙堂）
- 月にぬれた手（2011年、舞台芸術学院）

### テレビ番組
- OH!たけし
- ざ・ナイト倶楽部（1985年、テレビ朝日）
- ビートたけしの全日本お笑い研究所（1988年）
- ギミアぶれいく（1990年）ｰ 「たけしの使える下町語｣司会
- 2クール（2008年）

### CM
- 日本ヴィックス
- 大日本除虫菊「金鳥ゴン」（1985年・1986年 木野花と共演）
- 明星食品「明星チャルメラのりラーメン」（土橋正幸と共演）[8]
- SK&F
- エーザイ
- サッポロビール「北海道生搾り」
- カゴメ「野菜生活100」

## 受賞歴
- 2006年度 第30回日本アカデミー賞 優秀助演女優賞（『かもめ食堂』）[9][10]
- 2007年度 第31回日本アカデミー賞 最優秀助演女優賞（『それでもボクはやってない』）[11]